# Münzstätte Colditz
Aus einer Münzstätte Colditz (Kolditz) sind Brakteaten der Burggrafschaft Colditz aus dem 13. Jahrhundert bekannt.
Kurfürst Friedrich II., der Sanftmütige (1428–1464) errichtete 1456 seiner Gemahlin Margaretha, Tochter des Erzherzogs Ernst I. von Österreich, als Ausgleich für das ihr zustehende hohe Leibgedinge eine eigene Münzstätte in Colditz. Im Jahr 1463 erhielt die Kurfürstin vom Kaiser Friedrich III. das Münzrecht in Colditz bis zu ihrem Lebensende.

## Geschichte

### Brakteatenzeit
Als das Gebiet zwischen Mulde und Elster 1158 durch Kaiser Friedrich I. unter die Oberhoheit des römisch-deutschen Reiches gestellt wurde, zählte das bisher unfreie Geschlecht derer von Colditz zu den Reichsministerialen. Bereits aus dem 13. Jahrhundert ist eine herrschaftliche Colditzer Münze bekannt, in der einseitige Pfennige (Brakteaten) geschlagen wurden. Der urkundliche Nachweis einer Münzstätte der Herren von Colditz ist mit einem Schreiben Kaiser Ludwigs des Bayern vom 29. März 1318 an die Brüder Heinrich und Timo von Colditz erbracht. Darin werden die Herren von Colditz als Besitzer der Colditzer Münze erneut bestätigt. Die kaiserliche Bestätigung ihrer Privilegien sollte die Selbständigkeit der Herrschaft inmitten des meißnischen Landes erhalten. Sie betrieben wahrscheinlich bereits vorher am Ulrichsberg nahe Pegau Silberbergbau.

### Groschenzeit

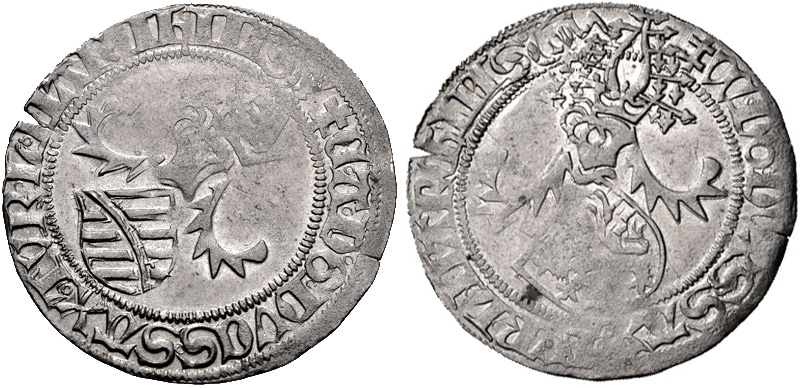
Kurfürst Ernst, Herzog Albrecht, Herzog Wilhelm III. (1465–1482), Horngroschen 1465, Colditz

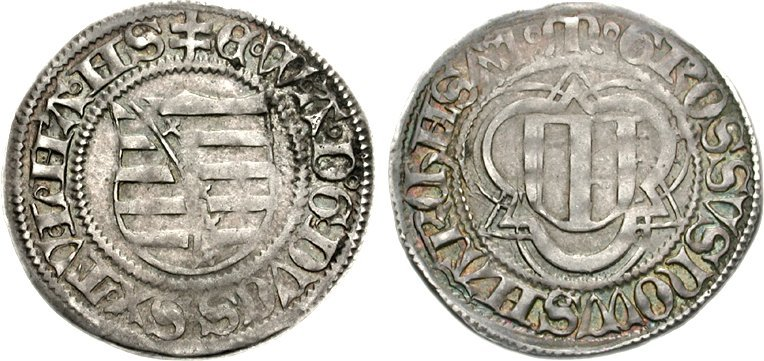
Kurfürst Ernst, Herzog Albrecht, Herzog Wilhelm III. mit Kurfürstin Margaretha (1475–1482), Spitzgroschen 1475, Colditz

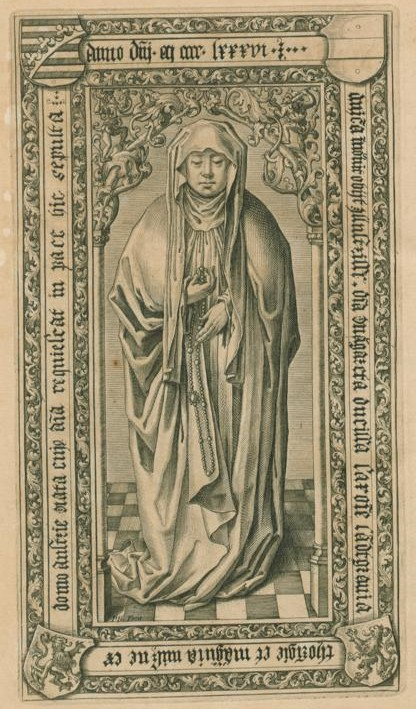
Grabplatte der Kurfürstin Margaretha von Sachsen in der Schlosskirche Altenburg (Thüringen). Die Kurfürstin war Eigentümerin der Colditzer Münze.

Im Jahr 1404 erwarb der Markgraf von Meißen, Wilhelm I., der Einäugige (1349/79–1407) durch Kauf die bereits an die Wettiner verpfändete Herrschaft Colditz und gliederte sie in die Markgrafschaft Meißen ein.
Kurfürst Friedrich II. errichtete 1456 seiner Gemahlin Margaretha (* um 1416, † 1486), Tochter des  Erzherzogs Ernst I. von Österreich und Schwester des Kaisers Friedrich III. (1440–1493), in Colditz eine eigene Münze. Als Ausgleich für das ihr als geborene Erzherzogin von Österreich zugesagte hohe Leibgedinge war ihr der Schlagschatz oder ein bestimmter Anteil an ihm aus der Colditzer Münze zugestanden worden. Herzog Wilhelm III. (1445–1482) von Thüringen, der Bruder des Kurfürsten, stand der Vermünzung in Colditz ablehnend gegenüber, da die großen Mengen der bis 1463 geschlagenen Colditzer Schwertgroschen nur durch besondere Silberlieferungen des Kurfürsten ermöglicht werden konnten und er nicht wie bei den Münzstätten Freiberg und Leipzig an dem fälligen Schlagschatz seinen Anteil hatte. Die ablehnende Haltung Herzog Wilhelms gegenüber der Kurfürstin Margaretha mag den Kurfürsten veranlasst haben, ein Jahr vor seinem Tod, 1463 beim Kaiser Friedrich III. zu bewirken, dass seine Gattin das Münzrecht in Colditz zugleich im Namen seiner beiden Söhne Ernst und Albrecht bis an ihr Lebensende erhält.
Nach dem Ableben des Kurfürsten änderte sich die Einstellung Wilhelms. Er prägte ab 1465 wieder in Gemeinschaft mit seinen Neffen in den Münzstätten Freiberg, Gotha, Leipzig, Wittenberg und Zwickau sowie mit der Kurfürstin Margaretha in Colditz. (Seine Weimarer Landesmünzstätte wurde geschlossen, als er seine Alleinprägungen aufgegeben hatte.)
Die in der Münzstätte der Kurfürstin geschlagenen sächsischen Groschenarten sind Schildgroschen, Schwertgroschen, Neue Schockgroschen oder 6-Hellergroschen, Horngroschen, Spitzgroschen und halbe Spitzgroschen. Außerdem wurden Heller und Pfennige geprägt. Die Groschen mit einem zusätzlichen M am Anfang oder innerhalb der Umschrift werden auch als Margarethengroschen bezeichnet.

#### Die Namensfolge auf den Margarethengroschen
Auf den frühen 1456 gemünzten gemeinsamen Schildgroschen des Kurfürsten Friedrich II. mit seiner Gemahlin Margaretha erscheint die Kurfürstin als illegale Münzfürstin mit der Namensfolge M (argaretha)•F (riedrich)•, da sie erst im September 1463 vom Kaiser das Münzrecht zugesprochen bekam. Nach erfolgreichem Einspruch des Herzogs Wilhelm III. von Thüringen gegen die Prägungen in Colditz erscheint von 1457 bis 1463 durch die Abänderung der Namensfolge in F•M• auf den Colditzer Groschen der Kurfürst nun selbst als Münzherr. Mit dem Münzrecht 1463 begnadet, war dann die Berechtigung der Namensfolge M•F• gegeben.

## Münzmeister der Münzstätte Colditz
| Münzmeister                         | von  | bis      | Münzmeisterzeichen                                                                                   |
| ----------------------------------- | ---- | -------- | --- |
| Peter Schwabe                       | 1456 | 1477     | ‡ (Doppelkreuz, trotz gleich langer Querbalken auch als Patriarchalkreuz bezeichnet); auch ohne Mmz. |
| Augustin Horn und Heinz Martersteck | 1477 | 1481 (?) | Kleeblatt und halbe Rose                                                                             |